# William Glasser
William Glasser (Cleveland, Ohio, 11 de mayo de 1925 – Los Ángeles, California, 23 de agosto de 2013) fue un psiquiatra estadounidense.
Psiquiatra estudioso de la "Teoría de la Elección" y la "Terapia de la Realidad", reconocido por haber desarrollado una teoría de causa y efecto que permitiera explicar el comportamiento humano. Sus teorías, basadas en la elección personal, la responsabilidad personal y la transformación personal, son consideradas controvertidas en el ámbito de la psiquiatría general, la cual a su vez, enfoca en la clasificación de síndromes de orden psiquiátricos, y muy a menudo recetan medicación psicotrópica para tratar desórdenes mentales.
El Dr. Glasser también aplicó sus teorías a temas sociales más amplios, tales como la educación, la administración, el matrimonio, y la salud mental como problema de salud pública, por nombrar sólo algunas. Así mismo, se le conoció por sus advertencias acerca de los peligros y contratiempos producidos por su profesión.
William Glasser estudió en la Universidad estern Reserve", de Cleveland (Ohio, Estados. Unidos), donde obtuvo el Grado de Bachiller en Ciencias (B.S.) en 1945, el Master en Psicología (M.A.) en 1948, y el Doctorado en Medicina (M.D.) en 1953. Entre 1954 y 1957 fue residente en Psiquiatría en la Universidad de California en Los Ángeles (UCLA), y en el Hospital de Veteranos de Los Ángeles, obteniendo la especialidad de Psiquiatría en 1961. La Universidad de San Francisco le otorgó un grado honorario en 1990.
En 2003 recibió el premio al Desarrollo Profesional de la Asociación Americana de Asesoramiento (American Counseling Association, A.C.A.), en 2004, el premio "Leyenda del Asesoramiento", también de la A.C.A., y en 2005, la distinción de "Maestro Terapista" de la Asociación Americana de Psicoterapia (American Psychotherapy Association, A.P.A.), y el Premio Vitalicio al Mérito del Centro Internacional para el Estudio de la Psiquiatría y la Psicología.
Como psiquiatra practicante, fue autor y coautor de numerosos libros relacionados con salud mental, asesoramiento, mejoramiento de escuelas, la enseñanza, y varias publicaciones de asesoría sobre la visión de la salud mental como salud pública, en contrapunto a la visión prevaleciente en el modelo "médico".
Durante sus años tempranos como psiquiatra en el hospital de veteranos de Los Ángeles conoció al Dr. G. L. Harrington, un psiquiatra anciano, a quien acreditó como su mentor.
Glasser fundó el "Instituto para la Terapia de la Realidad" en 1967, que en 1994 renombró como "Instituto para la Teoría del Control, la Terapia de la Realidad y la Calidad Administrativa", para terminar denominándolo Instituto William Glasser en 1996; tiene su sede en Chatsworth, California, y varios institutos satélites ramificados por todo el mundo.
En los años 70, el Dr. Glasser denominó a su cuerpo de trabajo como "Teoría del Control". Para el 1996, la estructura teórica había evolucionado hacia un cuerpo de trabajo comprensivo renombrado como "Teoría de la Selección"; principalmente por la confusión de su teoría con la "Teoría del Control Perceptivo" del Dr. William T. Powers, desarrollada en los años 50.
William Glasser murió en Los Ángeles el 23 de agosto de 2013, a los 88 años de edad.

## La terapia de la realidad en el Reino Unido
El Instituto para la Terapia de la Realidad del Reino Unido (IRT-UK), con su propio ejecutivo administrativo, coordina los talleres para la facultad y las prácticas para los participantes en todo el Reino Unido a nombre del instituto (WGI), moviéndose hacia la certificación e incluyéndola en la terapia de la realidad (RTC). El IRT-UK lucha para promover y desarrollar la teoría de la selección, la terapia de la realidad y el liderazgo administrativo en el Reino Unido, ofreciendo orientación y apoyo a su membresía, compuesta por un cuerpo de individuos, orientados hacia una misma meta, y comprometidos con el desarrollo personal y profesional. El apoyo lo ofrecen un equipo de supervisores de entrenamiento y práctica. Los miembros del instituto entienden que la teoría de la selección, la terapia de la realidad" y el liderazgo administrativo guían y apoyan el desarrollo de nuestras relaciones tanto a nivel personal como profesional, y que la terapia de la realidad debería enseñarse con integridad y adherencia a los conceptos fundamentales descritos por el William Glasser y otros escritores, educadores y asociados del Instituto William Glasser.[cita requerida]

### with co-author Carleen Glasser, M.Ed.
- The Language of Choice Theory, 1999 ISBN 0-06-095323-3
- What Is This Thing Called Love?, 2000 ISBN 0-9678444-0-1
- Getting Together and Staying Together, 2000 ISBN 0-06-095633-X

### Chapters in books edited by others
- Chapter 4: Reality Therapy: An Explanation of the Steps of Reality Therapy, in What Are You Doing?, 1980, edited by Naomi Glasser ISBN 0-06-011646-3
- Several chapters (not numbered), in The Reality Therapy Reader 1976, edited by Thomas Bratter and Richard Rachin, ISBN 0-06-010238-1
  - p38 "Youth in Rebellion: Why?"
  - p50 "A Talk with William Glasser"
  - p58 "The Civilized Identity Society"
  - p68 "How to Face Failure and Find Success"
  - p92 "Notes on Reality Therapy"
  - p345 "Practical Psychology G.P.s Can Use"
  - p359 "A New Look At Discipline"
  - p382 "Roles, Goals and Failure"
  - p465 "What Children Need"
  - p490 "The Role of the Leader in Counseling" (co-authored with Norman Iverson)
  - p498 "Discipline as a Function of Large Group Meetings" (co-authored with Norman Iverson)
  - p510 "A Realistic Approach to the Young Offender"